# Laprade (Aude)
Laprade település Franciaországban, Aude megyében. Lakosainak száma 116 fő (2022. január 1.). Laprade Cuxac-Cabardès, Lacombe, Arfons, Escoussens és Labruguière községekkel határos.

## Népesség
A település népessége az elmúlt években az alábbi módon változott:
| Lakosok száma | 116  | 78   | 80   | 89   | 88   | 78   | 95   | 104  | 108  | 116  |
|               | 1968 | 1982 | 1999 | 2006 | 2011 | 2015 | 2017 | 2018 | 2020 | 2022 |